# NGC 2807
NGC 2807 ist eine linsenförmige Galaxie vom Hubble-Typ S0 im Sternbild Krebs auf der Ekliptik. Sie ist schätzungsweise 362 Millionen Lichtjahre von der Milchstraße entfernt und hat einen Durchmesser von etwa 65.000 Lj. 

Im selben Himmelsareal befinden sich u. a. die Galaxien NGC 2801, NGC 2804, NGC 2809, IC 2457.
Das Objekt wurde am 17. Februar 1863 vom deutsch-dänischen Astronomen Heinrich Louis d’Arrest entdeckt.